# Sambosachal
Sambosachal sind die „Tempel der Drei Juwelen“, welche als die wichtigsten buddhistischen Tempel Koreas betrachtet werden. Jeder dieser drei folgenden Tempel steht für eine der „Drei Juwelen“ des Buddhismus:
- Tongdosa (kor. 통도사, Hanja 通度寺), in der Provinz Gyeongsangnam-do gelegen, repräsentiert Buddha (kor. 불, Hanja 佛).[1]
- Songgwangsa (kor. 송광사, Hanja 松廣寺), in der Provinz Jeollanam-do gelegen, repräsentiert die Sangha oder die Gemeinschaft der buddhistischen Mönche (kor. 승, Hanja 僧).[2]
- Haeinsa (kor. 해인사, Hanja 海印寺), in der Provinz Gyeongsangnam-do nahe der Stadt Daegu gelegen, steht für Dharma oder die buddhistische Lehre (kor. 불법, Hanja 佛法). In diesem Tempel wird die Tripitaka Koreana aufbewahrt, die dem UNESCO-Weltkulturerbe angehört.[3]